# 吕合镇
吕合镇，是中华人民共和国云南省楚雄彝族自治州楚雄市下辖的一个乡镇级行政单位。

## 行政区划
吕合镇下辖以下地区：
吕合村、中屯村、白土村、回龙村、红武村、斗阁村、钱粮村、新庄村和干田村。